# 斯卡拉主教座堂
斯卡拉主教座堂（瑞典語：Skara domkyrka）是位於瑞典城市斯卡拉的一座教堂。斯卡拉主教座堂是瑞典信義會斯卡拉教區的主教座堂。斯卡拉主教座堂的歷史可以追溯至11世紀。現在教堂長65米，尖塔高63米。